# Železniční trať Bakov nad Jizerou – Jedlová
Železniční trať Bakov nad Jizerou – Jedlová (v jízdním řádu pro cestující označená číslem 080) je jednokolejná neelektrizovaná trať, část celostátní dráhy. Vede z Bakova nad Jizerou přes Doksy, Českou Lípu a Nový Bor do Jedlové. Provoz na trati byl zahájen v roce 1867 v úseku z Bakova nad Jizerou do České Lípy. Trať z České Lípy do Jedlové byla zprovozněna v roce 1869. Trať prochází Středočeským, Libereckým i Ústeckým krajem.

## Historie trati
Konsorcium velkostatkářů, podnikatelů a velké stavební firmy Vojtěcha Lanny, z něhož vznikla roku 1867 společnost Česká severní dráha (zkratka BNB) získalo koncesi pro stavbu trati 6. října 1865. Za částku 5 057 009 zlatých měla být postavena trať s nádražími i lokomotivami s vozy z Bakova do České Lípy a později dál na sever, do Rumburka. V roce 1866 stavitelé Vojtěch (Adalbert) Lanna a Johann Schebek zahájili práce ještě před oficiálním schválením projektu. Projekt byl později z iniciativy a za finančního přispění státu upraven, aby na trať navázala trasa z České Lípy na Benešov nad Ploučnicí a Děčín. Stavbě napomohla i města na trase zakupováním akcií drážní společnosti.

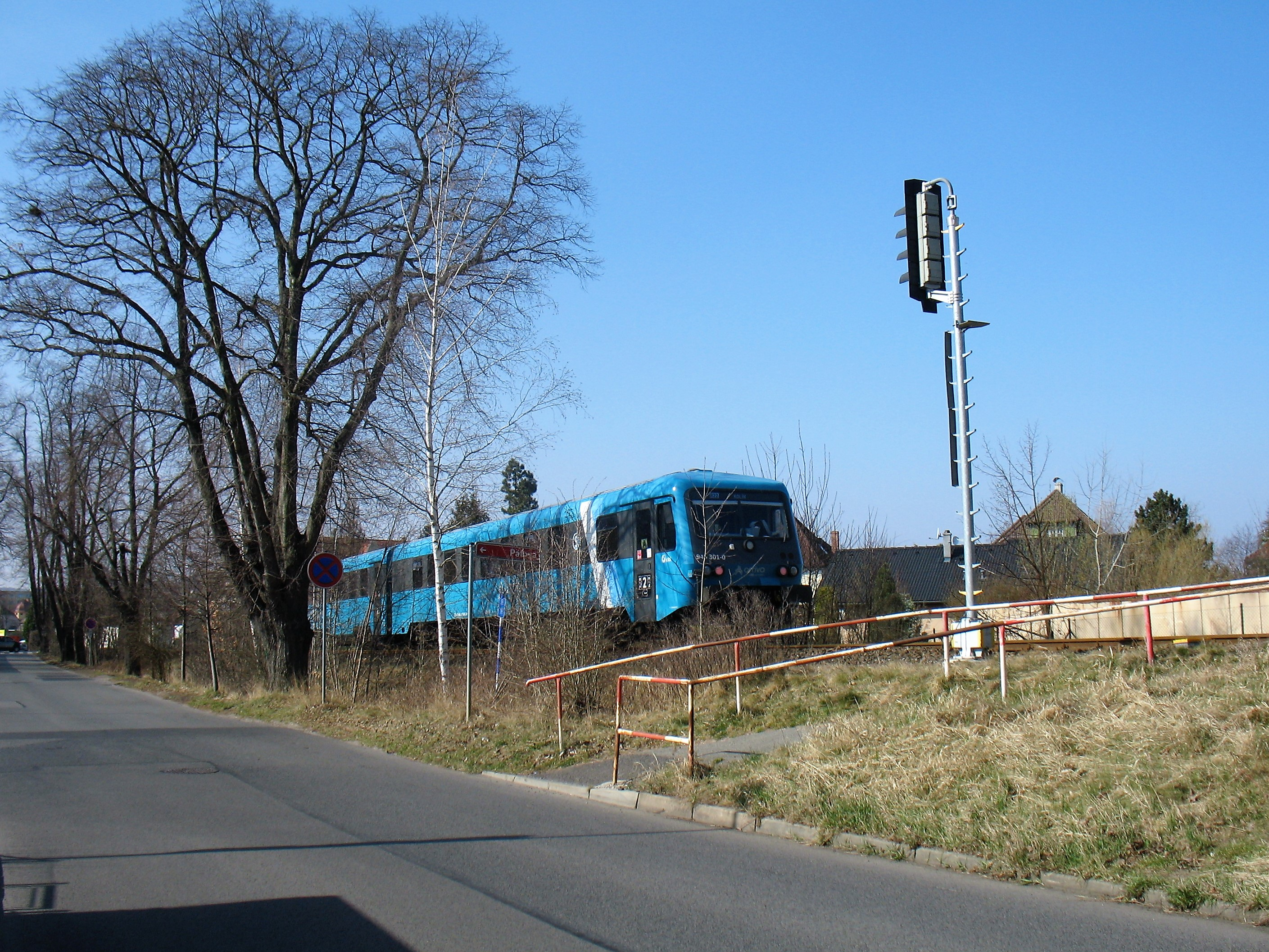
Rychlík společnosti Arriva Kolín - Nový Bor projíždí poblíž areálu okresního soudu v České Lípě

Železniční trať z Bakova až do České Lípy v délce 44,9 km byla otevřena 14. listopadu 1867 bez oslav. Toho dne přijel do České Lípy první vlak a o tři dny později odtud odjel pracovní vlak s dělníky a materiálem ke Špičáku, kde stavba pokračovala. O propagaci se postaral rakousko-uherský excísař Ferdinand I. Dobrotivý, který ještě nehotovou trať použil 9. října 1867 ze stanice Srní (ta mu sloužila řadu let při cestách na jeho zámek v Zákupech) k jízdě zvláštním vlakem na Prahu a Brno. Nečekaným, ovšem zvládnutým problémem se ukázalo potřebné vybudování nového nádraží v Bakově, protože dosavadní na trati do Turnova nevyhovovalo. Bylo třeba vystřílet skálu poblíž zříceniny hradu Zvířetice a s pomocí 500 dělníků úsek vyčistit. O necelé dva roky později, 16. ledna 1869 byl zprovozněn i navazující úsek o délce 54 km z hlavního nádraží v České Lípě na sever do Jedlové a Rumburka. Ve stanici Doksy byla pro prezidenta železniční společnosti hraběte Valdštejna zřízena čekárna zvaná hraběcí.
Na začátku 20. století byla společnost Česká severní dráha zestátněna a po roce 1918 se provozovatelem staly Československé státní dráhy (ČSD). V období 1938-1945 byla trať začleněna do správy Německých říšských drah, po osvobození Československa se trať vrátila ČSD.
V roce 2015 byla přejmenována zastávka Jedlová zastávka na Nová Huť v Lužických horách (tento název již v minulosti v jeho německé variantě nesla).

## Současnost
Od 1. ledna 1993 byl provozovatelem trati státní podnik České dráhy, od 1. července 2008 Správa železniční dopravní cesty. V srpnu 2013 byl opravován železniční most mezi Skalicí u České Lípy a Novým Borem a měněny pražce u výhybky u stanice Jedlová. Po dobu oprav jezdila náhradní autobusová doprava.

## Navazující tratě

### Bakov nad Jizerou
- Železniční trať Praha–Turnov
- Železniční trať Bakov nad Jizerou – Kopidlno

### Česká Lípa hlavní nádraží
- Železniční trať Benešov nad Ploučnicí – Česká Lípa
- Železniční trať Liberec - Česká Lípa
- Železniční trať Lovosice - Česká Lípa

### Česká Lípa střelnice
- zrušená železniční trať Česká Kamenice – Kamenický Šenov – Česká Lípa

### Svor
- zrušená železniční trať Svor - Jablonné v Podještědí

### Jedlová
- Železniční trať Děčín–Rumburk

Ze stanice Srní u České Lípy vychází spojka do výhybny Žizníkov na trati Česká Lípa - Liberec, díky které mohou jezdit přímé vlaky od Bakova nad Jizerou směrem na Liberec bez nutnosti změny směru.

## Vlaky
Po trati jezdí v roce 2023 osobní vlaky linky L4 Mladá Boleslav – Rumburk a rychlíky linky R22 Kolín – Bakov nad Jizerou – Česká Lípa – Jedlová – Rumburk – (Šluknov).
Rychlíky jsou od prosince 2019 provozovány společností ARRIVA Vlaky, která zajišťuje také posilové osobní vlaky v ranních a večerních hodinách. Provoz vlaků na lince L4 převzala v prosinci 2021 společnost Die Länderbahn, vlaky jsou provozovány pod obchodní značkou trilex (TL).
V dubnu 2021 poprvé vyjel Lužickohorský rychlík společnosti KŽC Doprava, spojující Prahu s oblastí Máchova kraje a Lužickými horami. Sezónní spoj víkendový končí svou cestu v Mikulášovicích dolním nádraží ve Šluknovském výběžku a na trati obsluhuje stanice Bakov nad Jizerou, Bělá pod Bezdězem, Bezděz, Doksy, Staré Splavy, Česká Lípa hl. n., Česká Lípa střelnice, Nový Bor, Svor a Jedlová. Společnost KŽC Doprava na výkon nasazuje soupravy, tvořené většinou lokomotivou řady 749, vozem B a vozem RBDs, který je vybaven barovým oddílem.

## Galerie

Stanice Bakov nad Jizerou
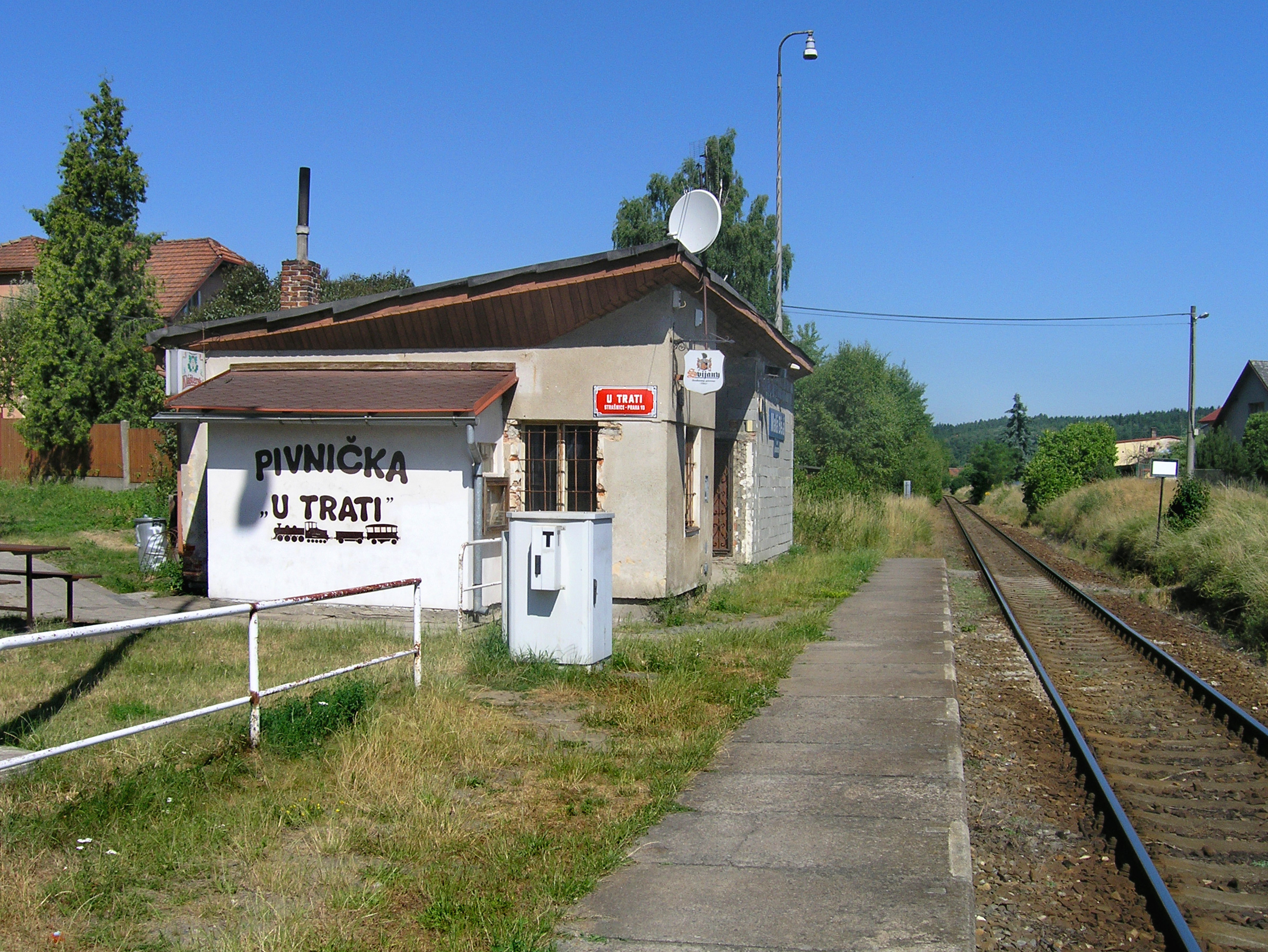
Zastávka v Malé Bělé
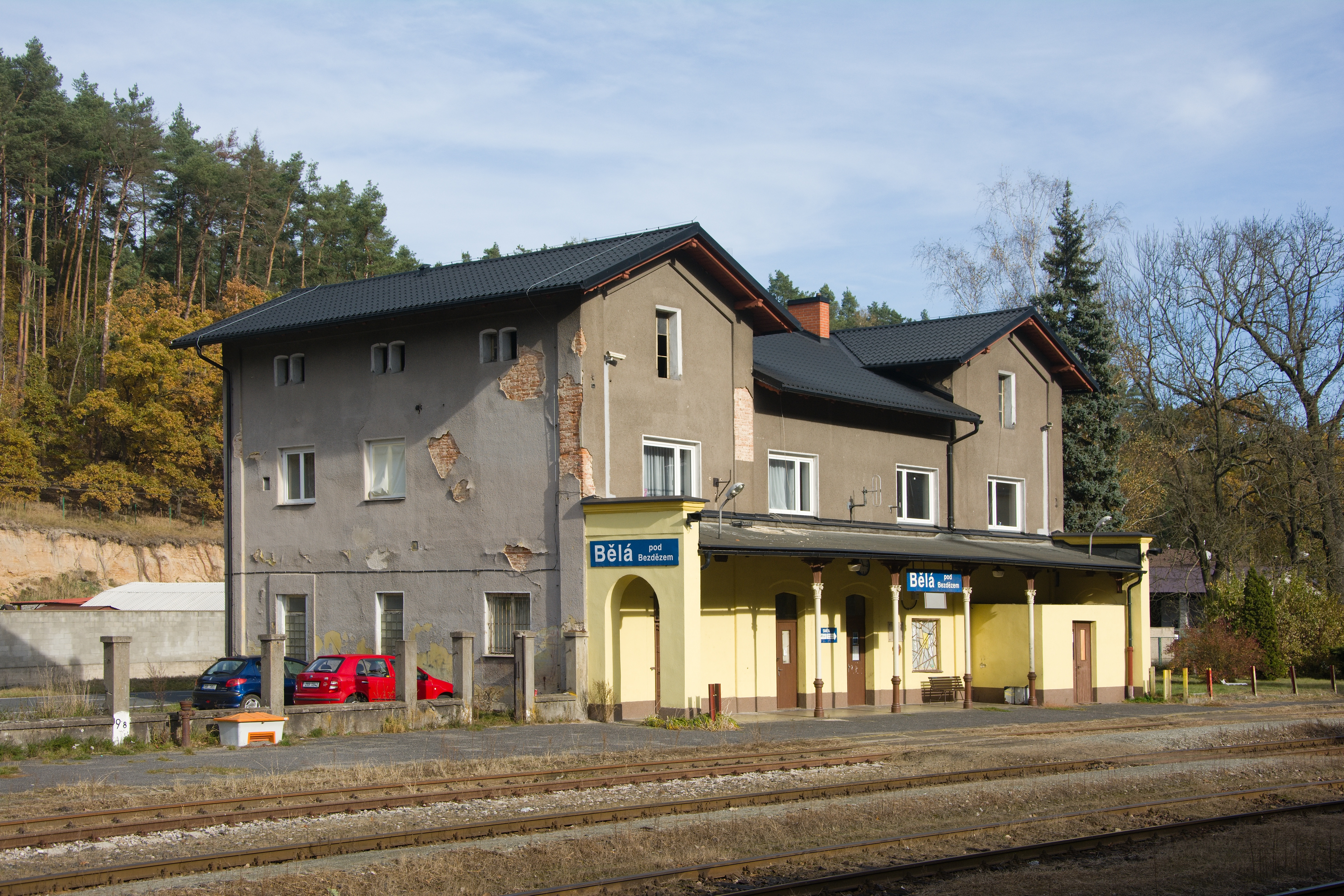
Bělá pod Bezdězem
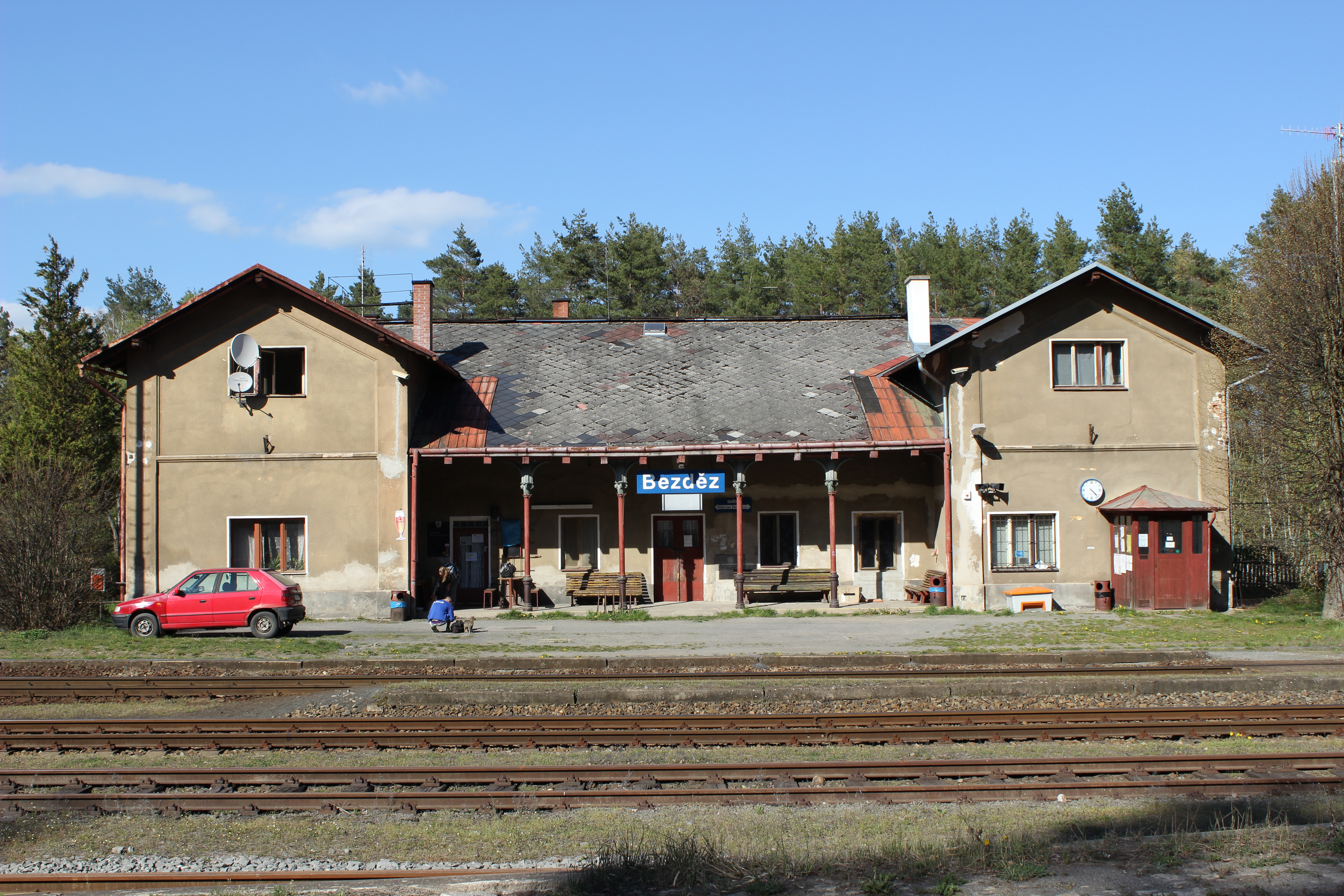
Bezděz
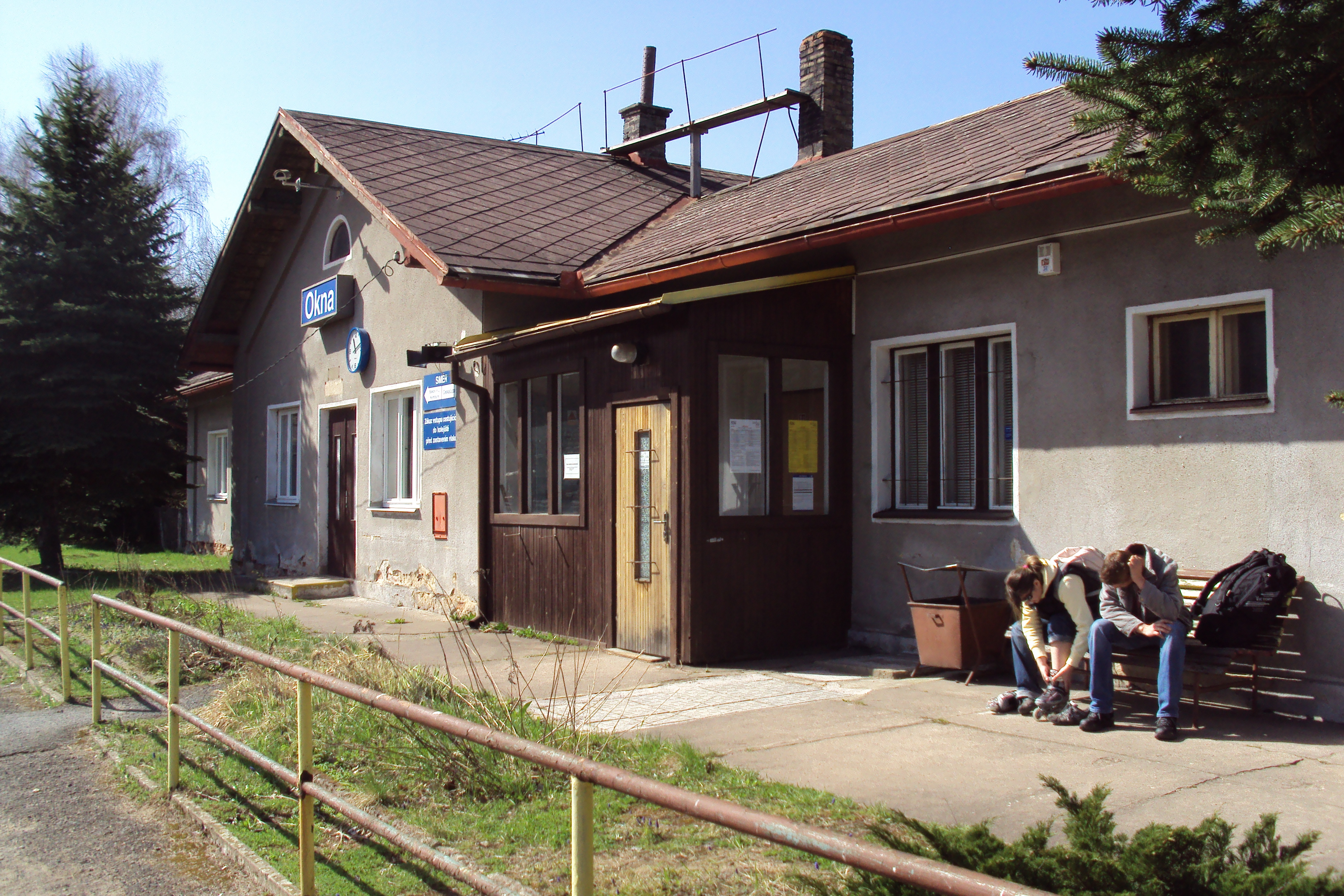
Nádraží v obci Okna
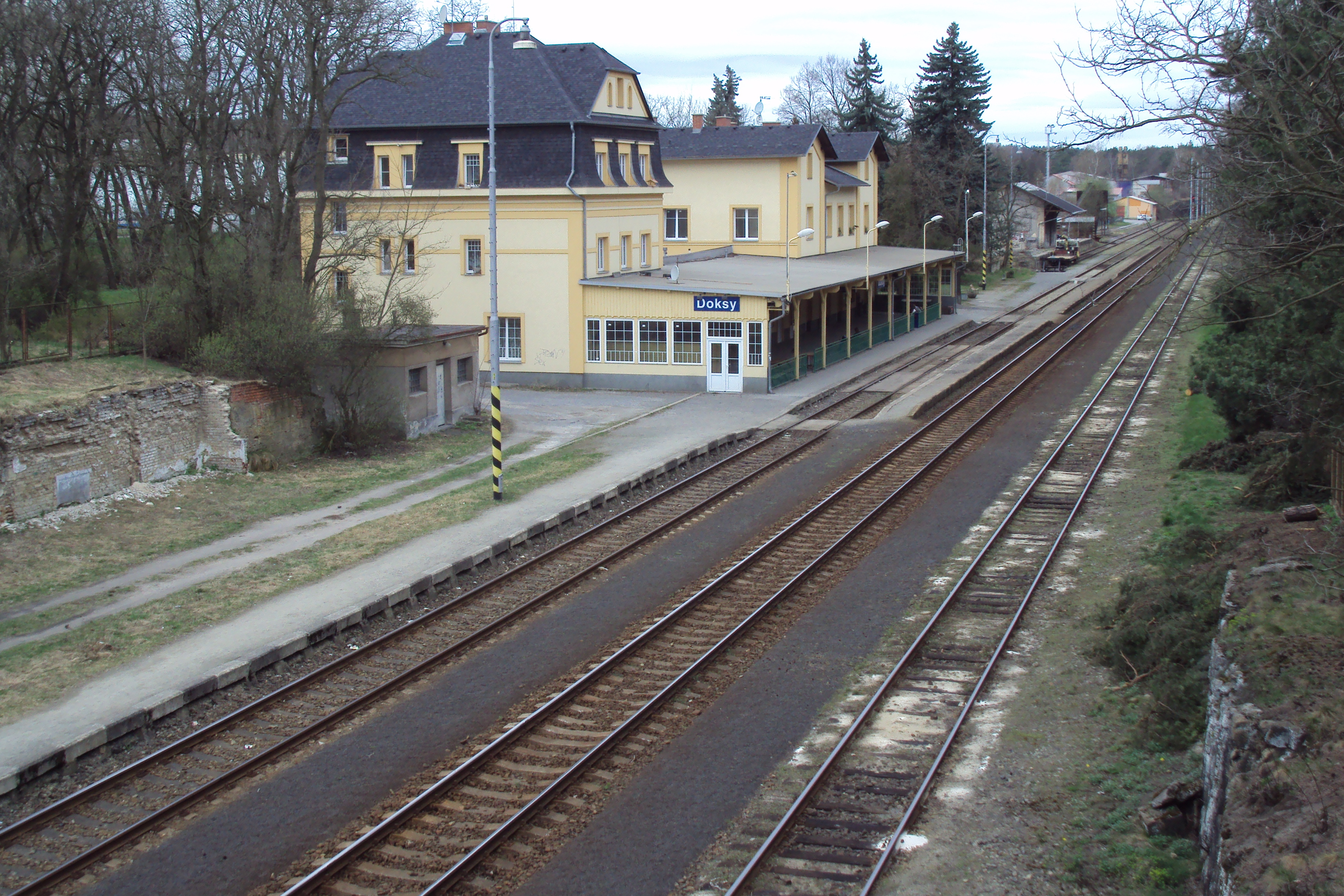
Nádraží v Doksech
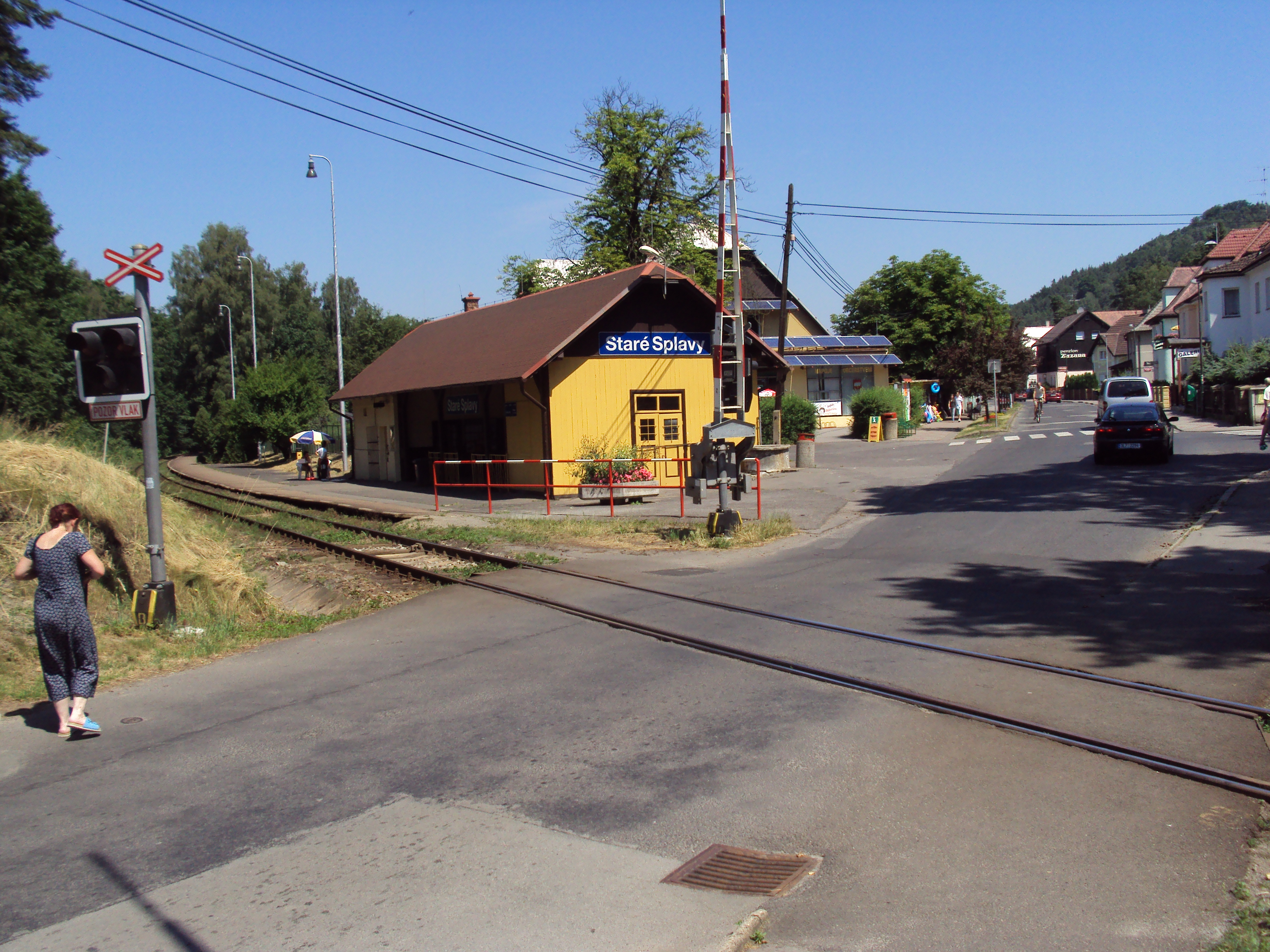
Zastávka ve Starých Splavech
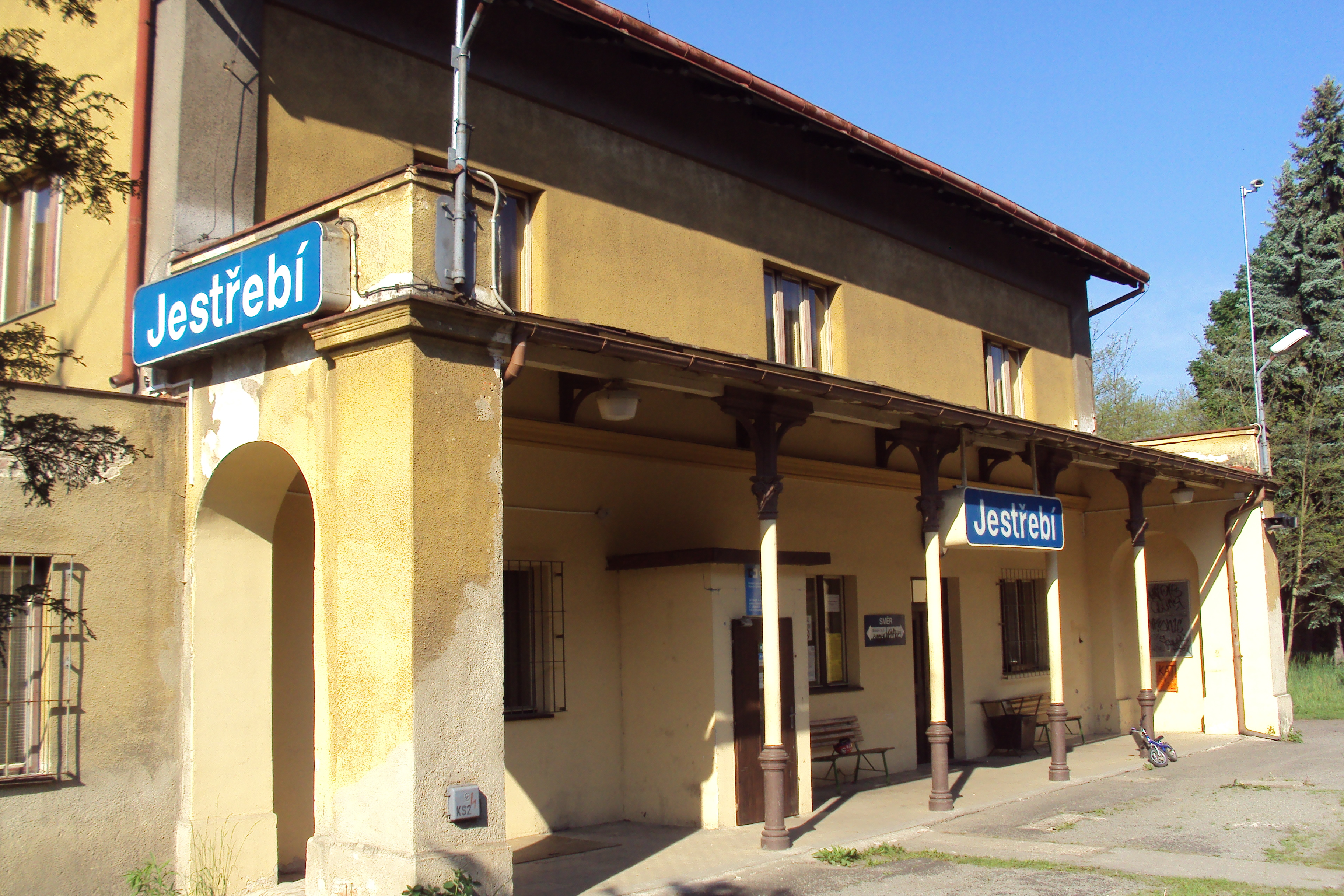
Jestřebí
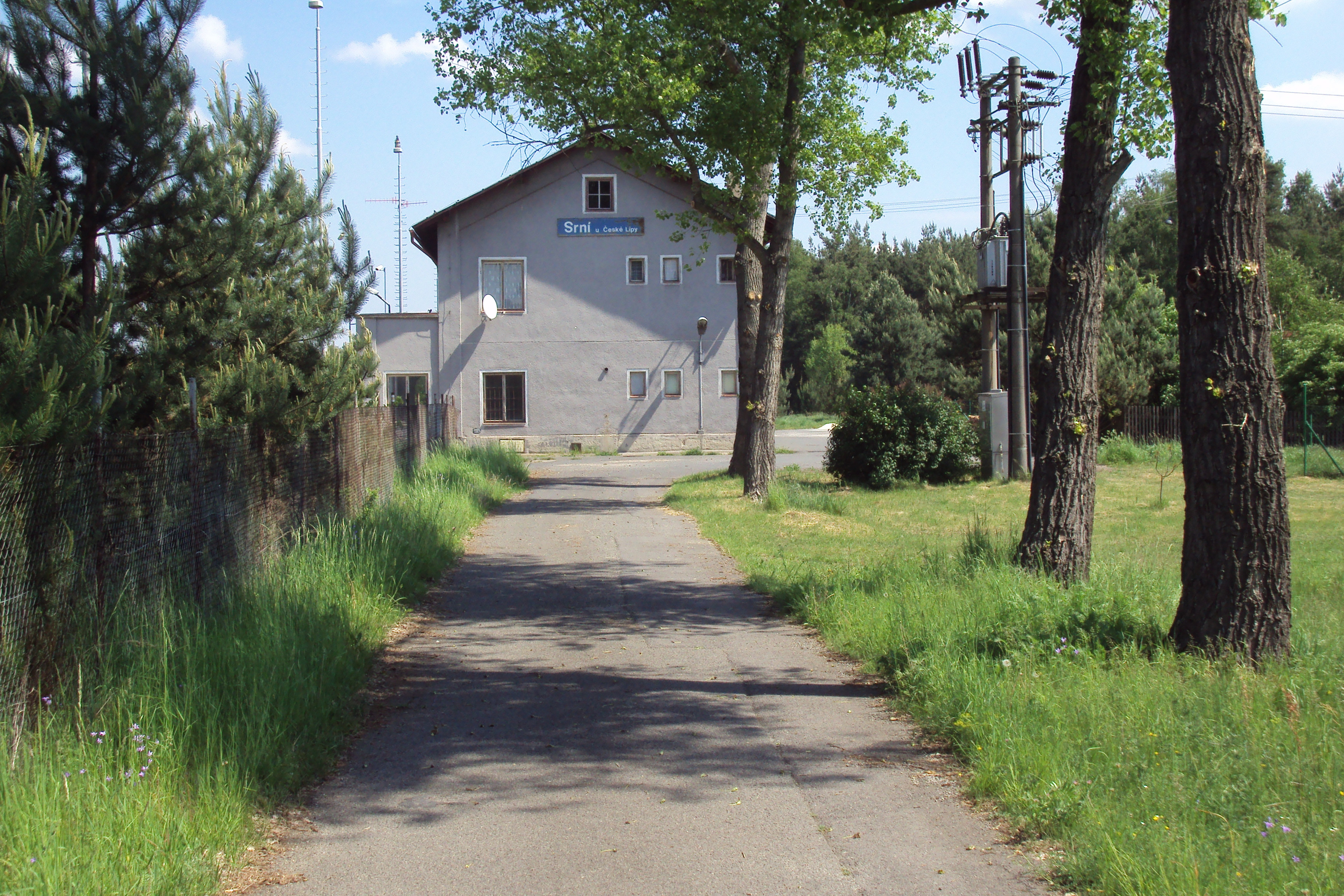
Nádraží v Srní u České Lípy
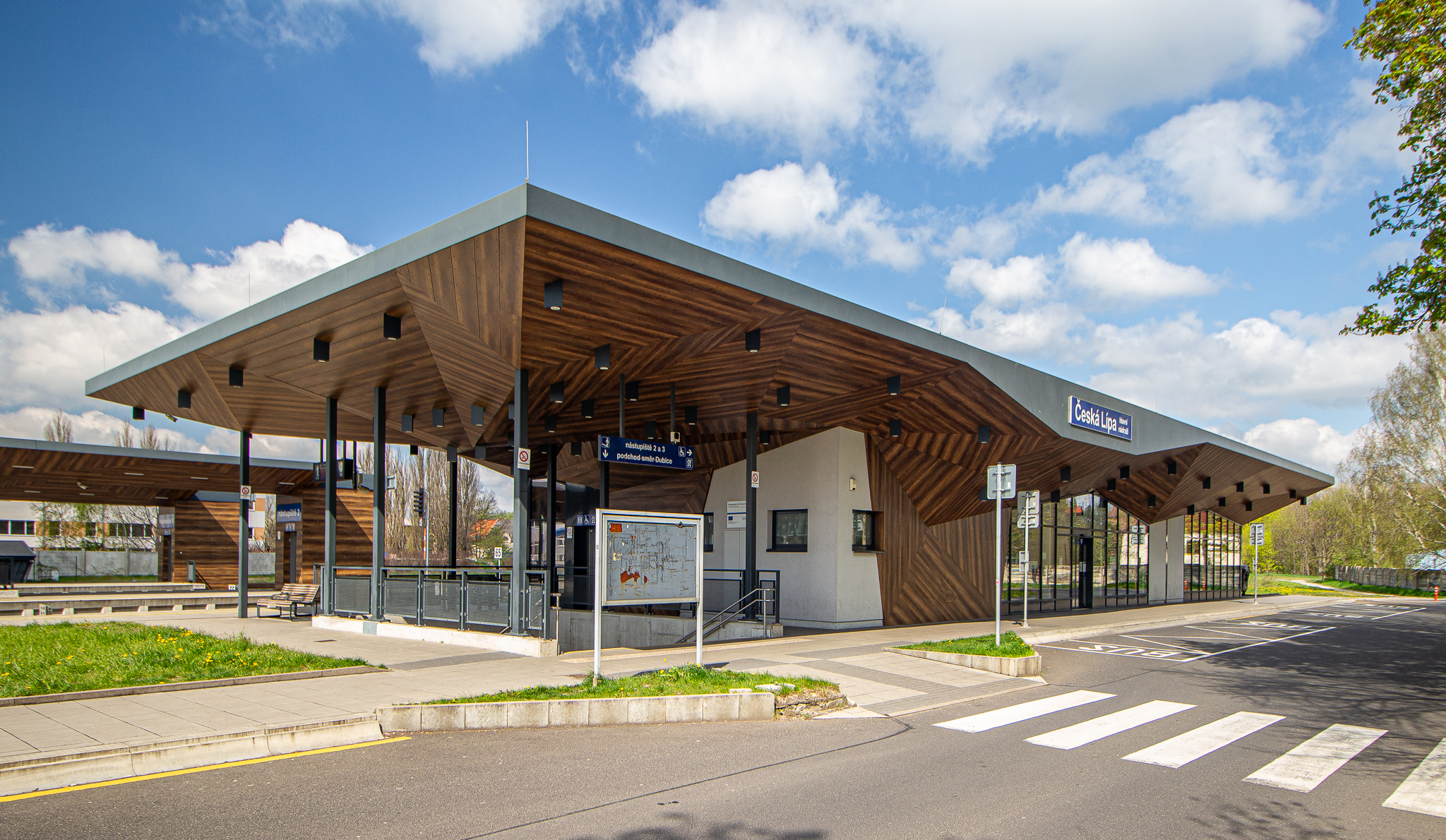
Hlavní nádraží v České Lípě
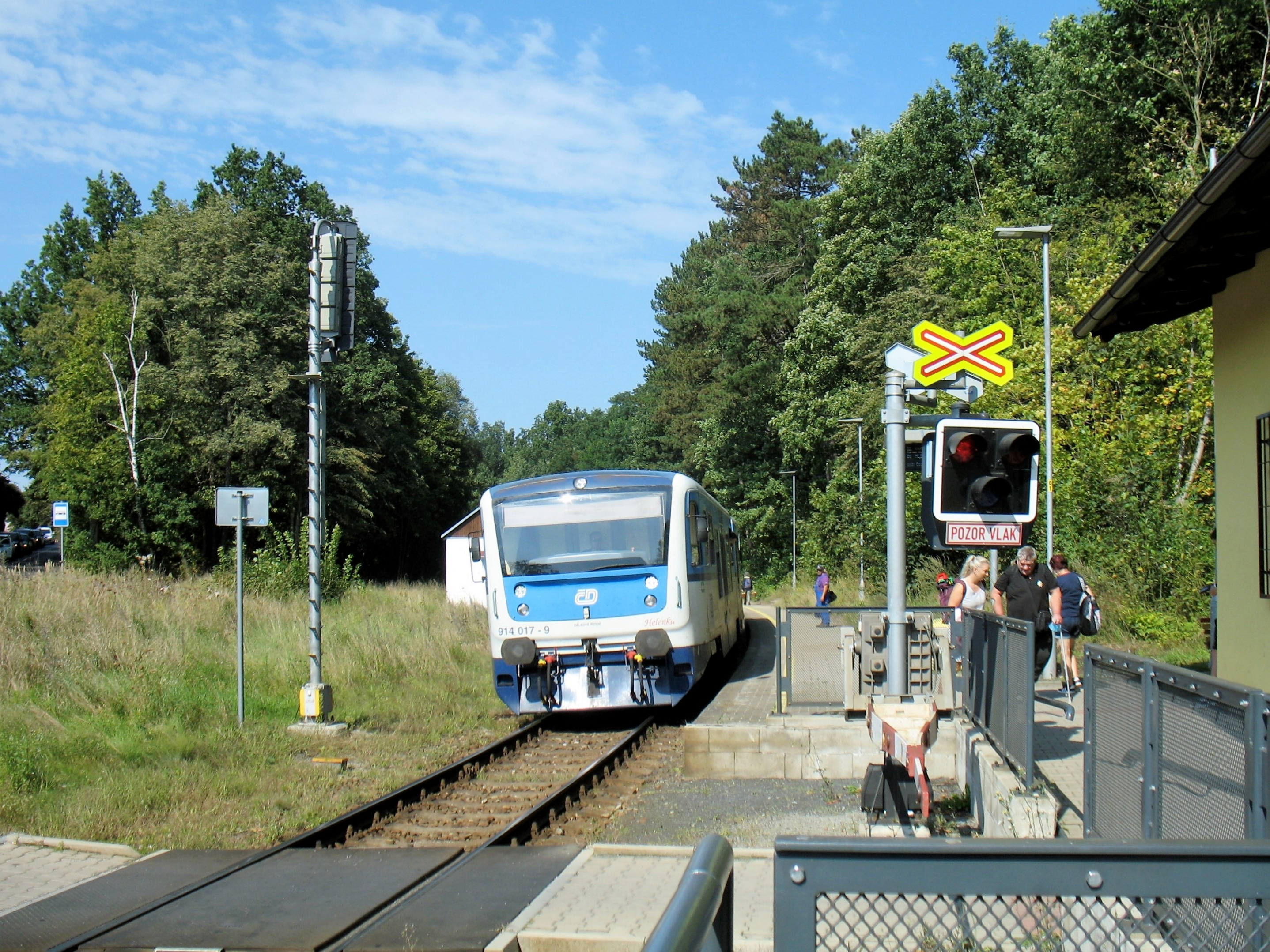
Česká Lípa Střelnice
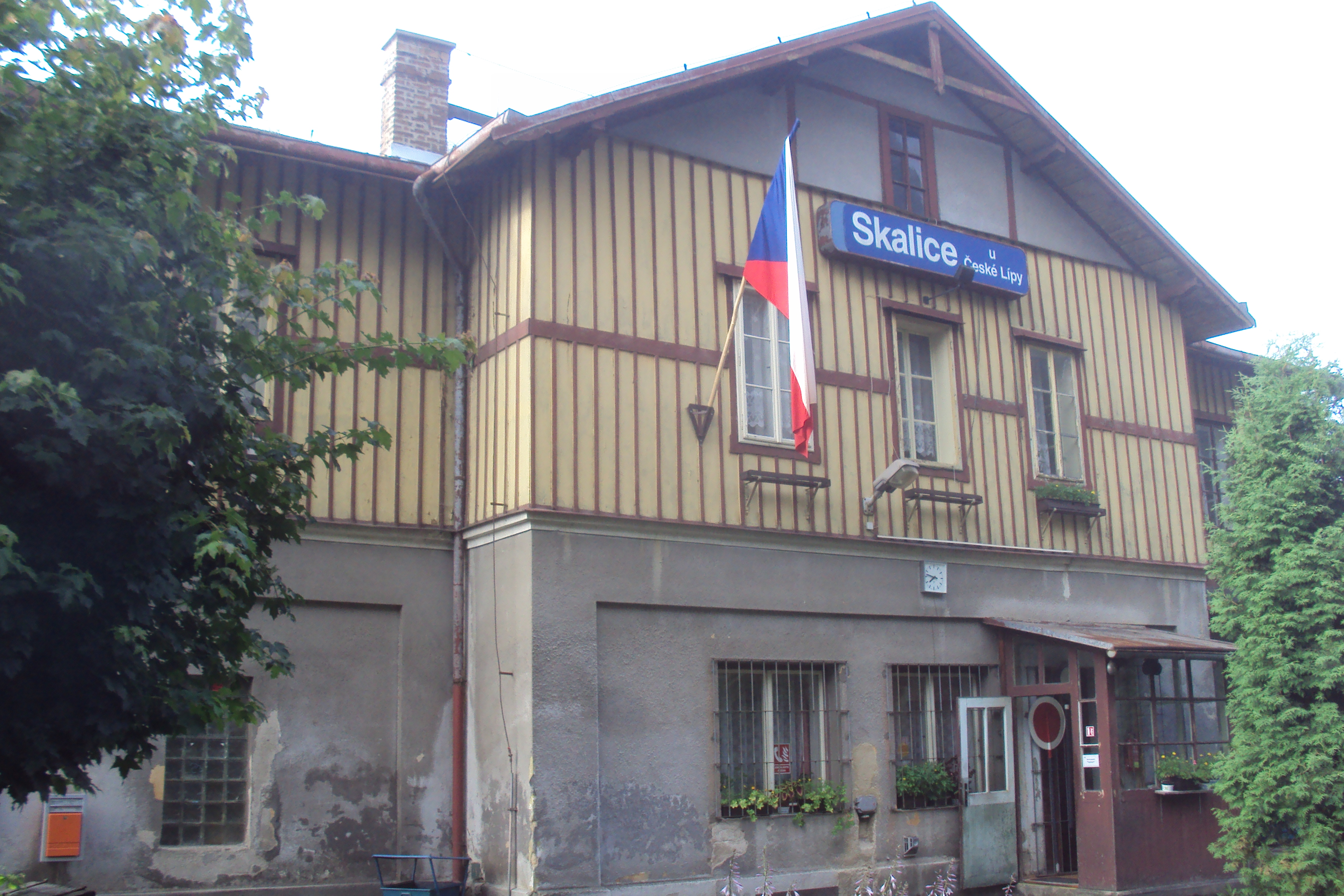
Nádraží ve Skalici u České Lípy
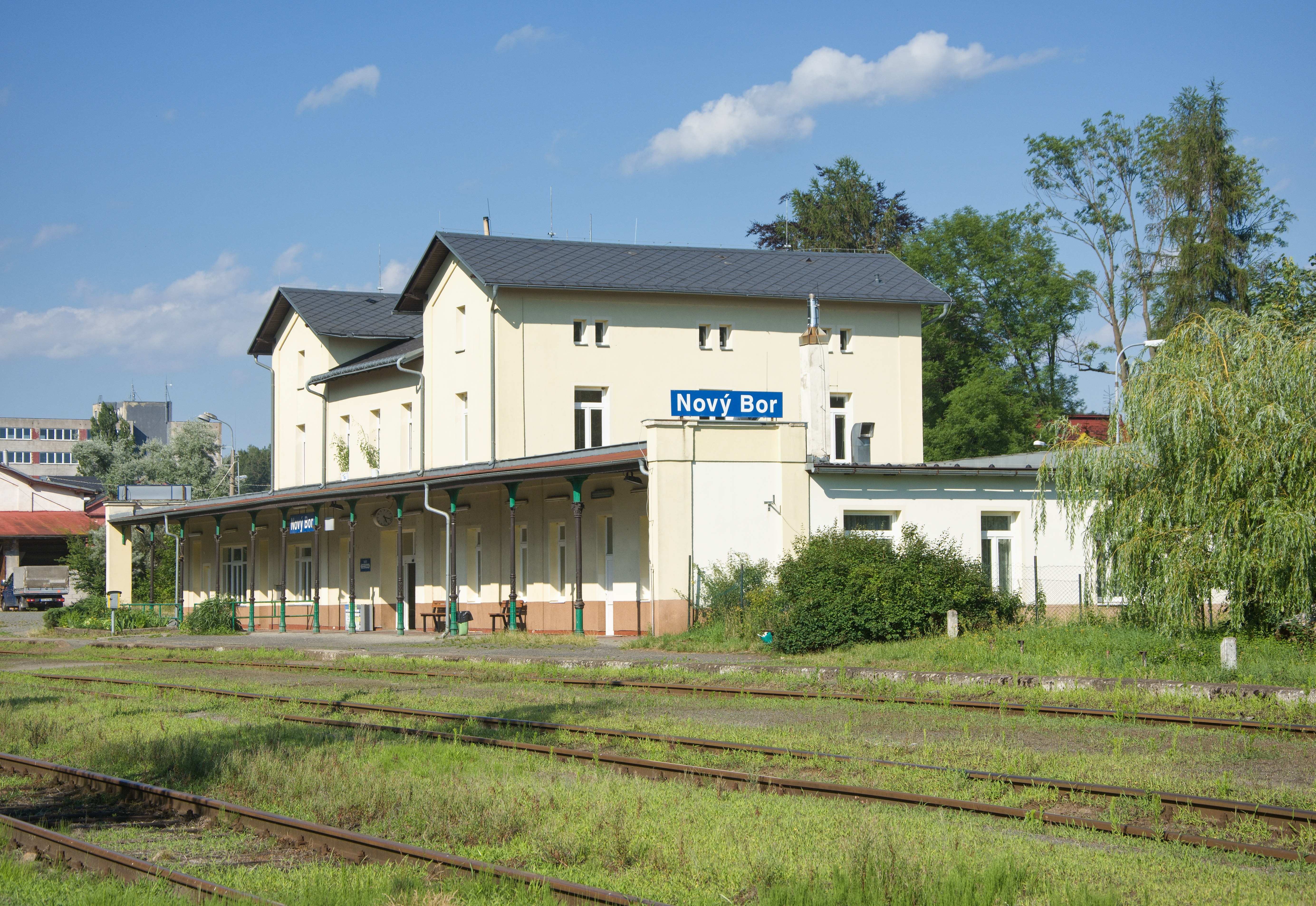
Nádraží v Novém Boru
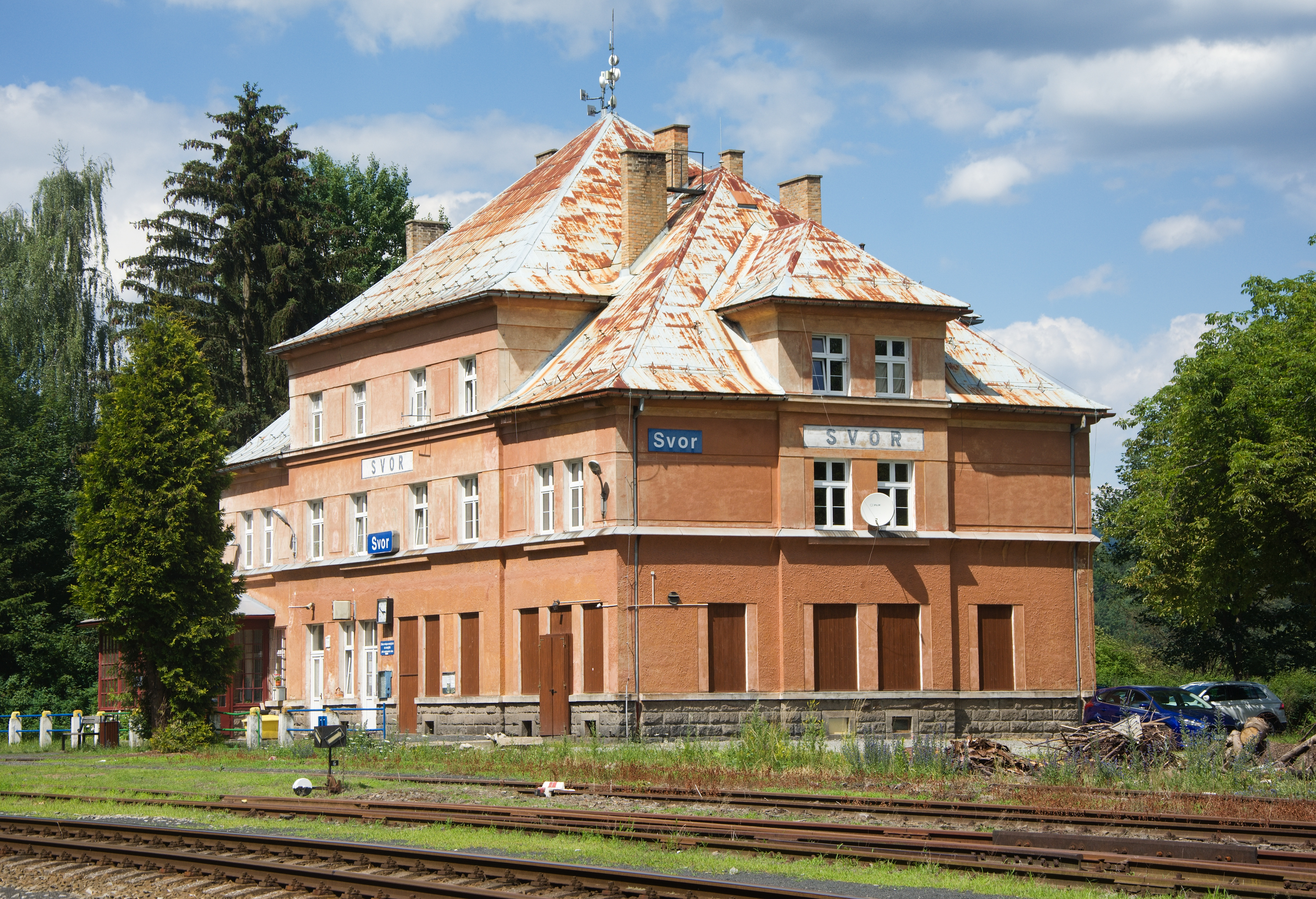
Nádražní budova ve Svoru
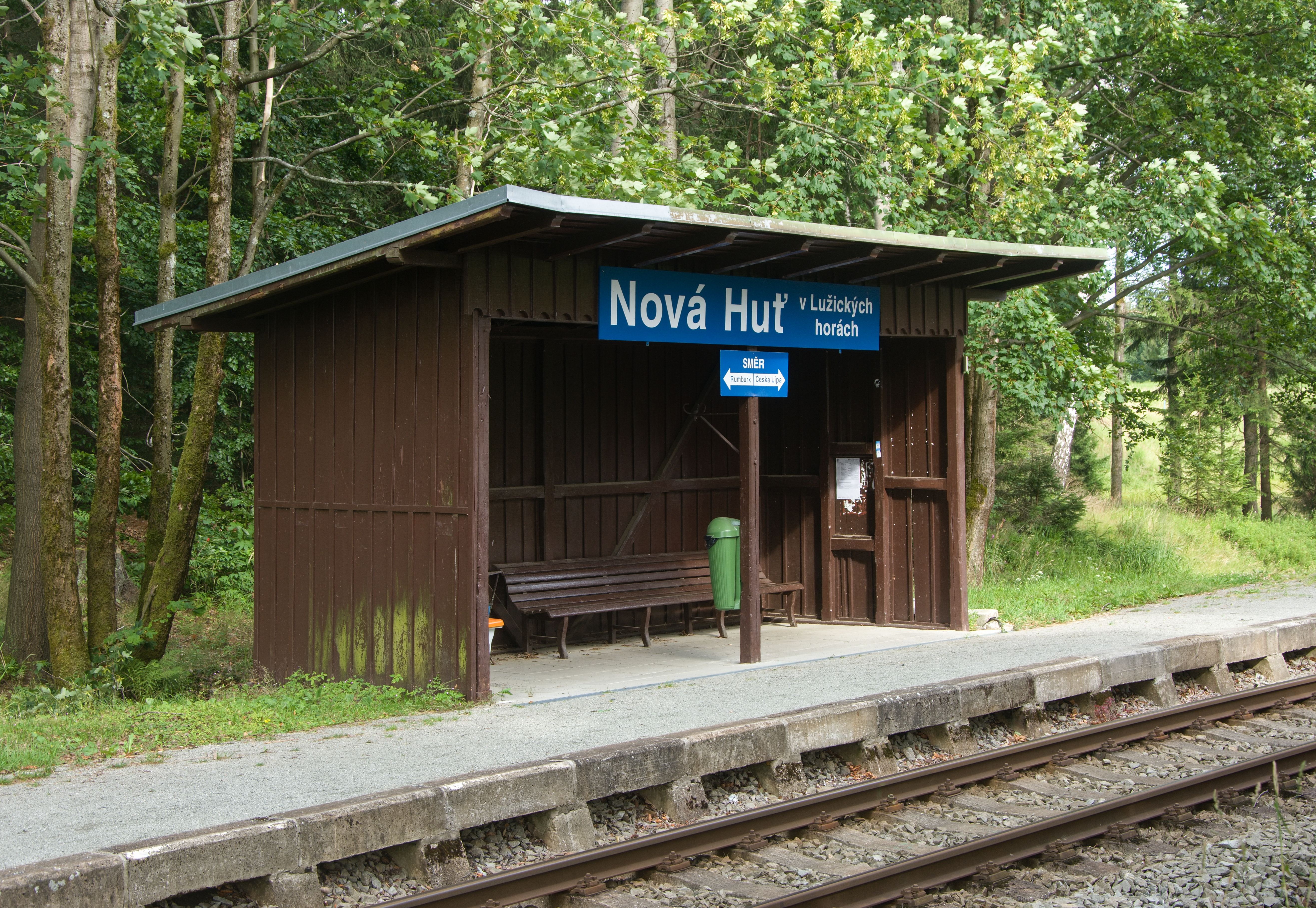
Zastávka Nová Huť v Lužických horách
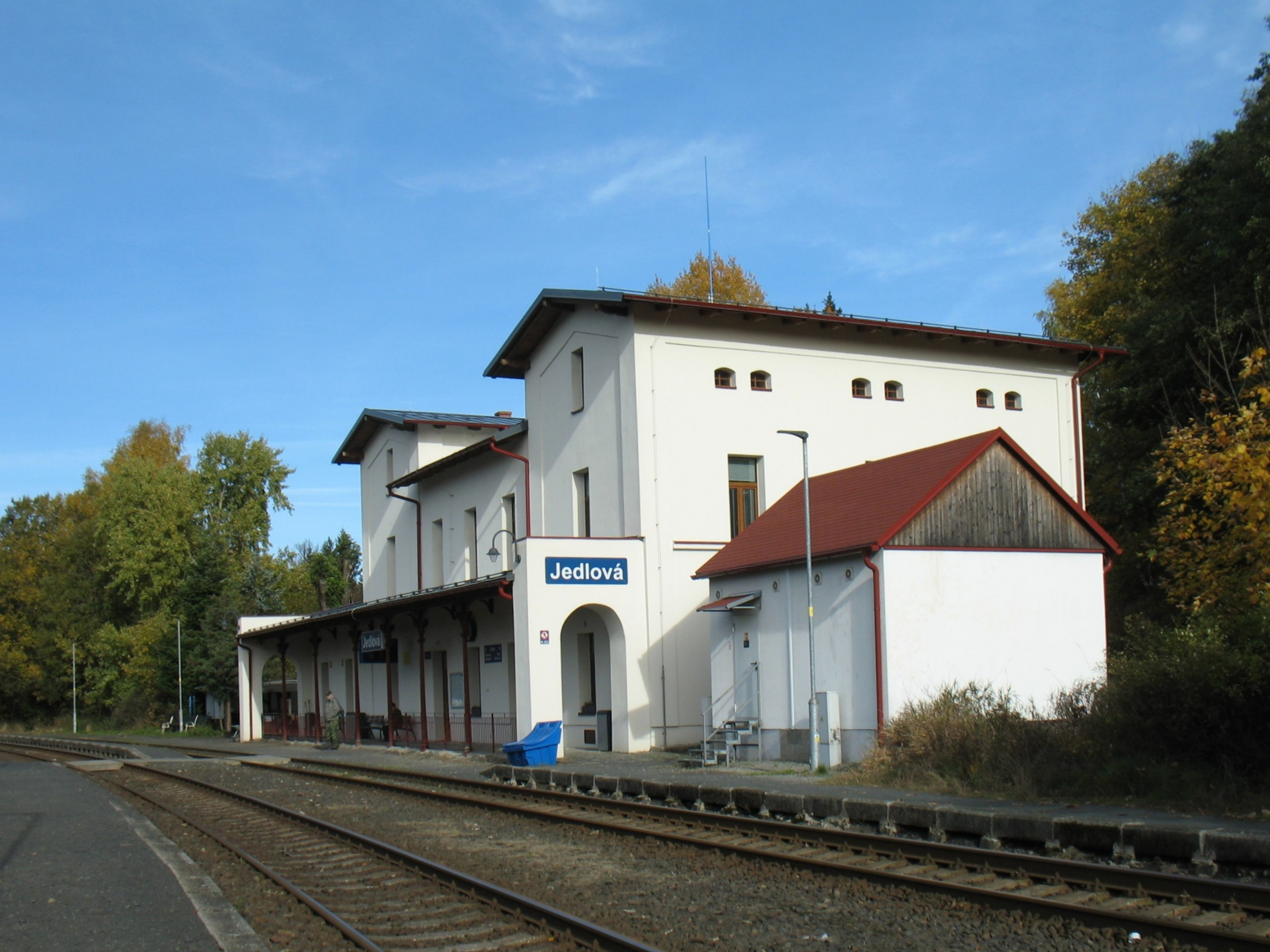
Železniční stanice Jedlová